# Lucas Sirkar
Lucas Sirkar SDB (* 24. September 1936 in Barisol; † 18. April 2021 in Krishnanagar) war ein indischer Ordensgeistlicher und römisch-katholischer Erzbischof von Kalkutta. 

## Leben
Lucas Sirkar trat der Ordensgemeinschaft der Salesianer Don Boscos bei und empfing nach seiner theologischen Ausbildung am 20. April 1968 die Priesterweihe.
Papst Johannes Paul II. ernannte ihn am 22. Juni 1984 zum Bischof von Krishnagar. Der Erzbischof von Shillong-Gauhati, Hubert D’Rosario SDB, spendete am 22. September desselben Jahres die Bischofsweihe; Mitkonsekratoren waren Linus Nirmal Gomes SJ, Bischof von Baruipur, und Eric Benjamin, Bischof von Darjeeling. Sein bischöfliches Motto war Pace per omnia.
Am 14. April 2000 wurde er durch Johannes Paul II. zum Koadjutorerzbischof von Kalkutta ernannt. Mit der Emeritierung Henry Sebastian D’Souzas am 2. April 2002 folgte er ihm als Erzbischof von Kalkutta nach. Am 23. Februar 2012 nahm Papst Benedikt XVI. das von Lucas Sirkar aus Altersgründen vorgebrachte Rücktrittsgesuch an.
Sirkar engagierte sich unter anderem für die Seligsprechung von Mutter Teresa im Jahr 2003.
Lucas Sirkar starb im Alter von 84 Jahren; er war seit einem Jahr bettlägerig.